# Mircea II
Mircea II (1428-1447) fue uno de los aspirantes del Principado de Valaquia, en el año 1442. Fue el hijo mayor de Vlad II Dracul y el hermano de Vlad Tepes y Radu el Hermoso. Era el nieto de su homónimo Mircea cel Batran.

## Las luchas por el trono de Valaquia
En 1436, el padre de Mircea, Vlad Dracul II logró recuperar el trono de Valaquia tras la muerte de su medio hermano Alejandro I Aldea. Mircea II gobernó en el inicio de la ausencia de su padre en 1442, cuando su padre estaba ausente en la corte otomana. La posición de los aliados de su padres estaba con el Imperio Otomano y lo convirtió en enemigo de héroe húngaro Juan Hunyadi. En 1443, Hunyadi lanzó un ataque a Valaquia, derrotó a las fuerzas otomanas y los leales de Vlad Dracul, obligando a este a negociar con la corte otomana para obtener su apoyo, entre tanto Mircea II tuvo que huir y pasar a la clandestinidad. Sin embargo, Mircea II tuvo un fuerte seguimiento, y mantuvo un ejército fuerte durante este período. Hunyadi colocó a Basarab II en el trono, pero con el apoyo de los otomanos a Vlad Dracul, que recuperaría el trono poco después. Mircea II apoyó a su padre, pero no dio su apoyo de su postura de ponerse del lado de los otomanos. Vlad Dracul firmó un tratado con los otomanos, que declaró que tendría que pagar el tributo anual habitual, así como permitir que dos de sus hijos, Vlad Tepes y Radu el Hermoso (Feria),  estuvieran cautivos.
En octubre de 1444, Vlad Dracul llegó cerca de Nicópolis y trató de disuadir a Vladislao III, rey de Polonia y Hungría, de continuar la cruzada de Varna. El historiador polaco Calímaco dice que los líderes de la cruzada no le escucharon, así que Vlad II volvió a Valaquia, pero no antes de esto, Vlad Dracul había dejado a Mircea II al mando de una unidad auxiliar de 4000 soldados de caballería de Valaquia. La unidad participó en la Batalla de Varna el 10 de noviembre de 1444 y después de la derrota Mircea llevó al resto de su unidad y las fuerzas cristianas a través del Danubio. Un comandante militar capaz, con éxito recuperó la fortaleza de Giurgiu en 1445. Sin embargo, en otro tratado con los otomanos, su padre permitió a los otomanos a tener nuevamente el control de la fortaleza en un esfuerzo por mantener su apoyo a permanecer en el trono, y en un esfuerzo por mantener a sus dos hijos cautivos seguros. En 1447, Hunyadi lanzó otro ataque contra Valaquia, y una vez más derrotó a los ejércitos de apoyo Vlad Dracul y Mircea II, lo que obligó a huir a Vlad Dracul. Mircea II, sin embargo, fue capturado por los boyardos de Tirgoviste, y fue cegado con un hierro al rojo vivo, y luego enterrado vivo. Su padre fue capturado y asesinado poco después.
Tras su muerte, su hermano Vlad Tepes fue colocado en el trono por los otomanos, pero no tardó en ser expulsado. Vlad Tepes recuperaría posteriormente el trono en 1456, y lucharía con éxito más tarde contra los otomanos por varios años, durante los cuales comenzaría su reinado de terror, y sería tristemente célebre con el apodo de Tepes, que daría lugar a ser la inspiración para la novela Drácula de Bram Stoker. Vlad Tepes también llevó a cabo la venganza contra los boyardos que fueron responsables de las muertes de su padre y hermanos.

## Cultura popular
Mircea es un personaje principal en las novelas Cassie Palmer y novelas Dorina Basarab escrito por Karen Chance, y aparece en "Out of the Dark" de David Weber.
- Datos: Q957293